# 卡雷皮
卡雷皮（法語：Carrépuis，法語發音：[kaʁepɥi]）是法国上法蘭西大區索姆省的一个市镇，属于蒙迪迪耶区。

## 地理
卡雷皮（49°42'17"N, 2°49'16"E）面积5.5 平方千米，位于法国上法蘭西大區索姆省，该省份为法国北部沿海省份，北起加来海峡省和北部省，西接滨海塞纳省和大西洋英吉利海峡，南至瓦兹省，东临埃纳省。
与卡雷皮接壤的市镇（或旧市镇、城区）包括：尚皮安、格吕尼、鲁瓦格利斯、鲁瓦。

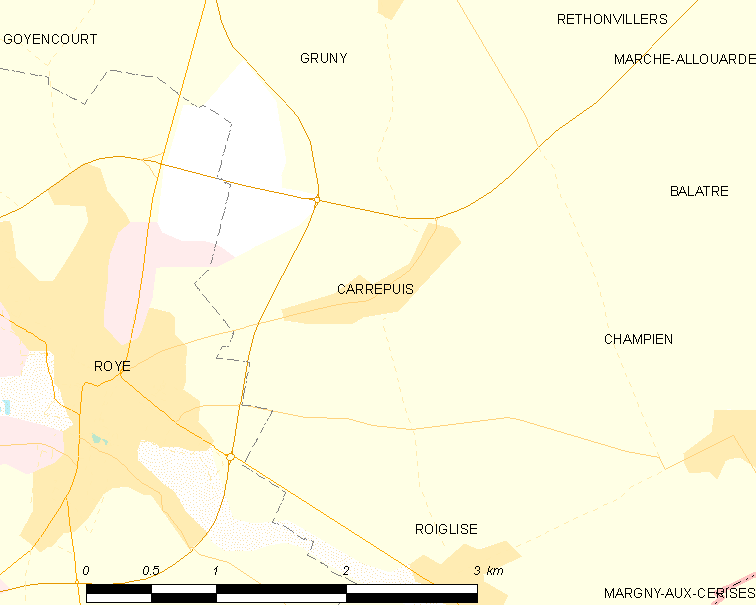
卡雷皮的OSM定位图

卡雷皮的时区为UTC+01:00、UTC+02:00（夏令时）。

## 行政
卡雷皮的邮政编码为80700，INSEE市镇编码为80176。

## 政治
卡雷皮所属的省级选区为鲁瓦县。

## 人口

1962-2008年间卡雷皮人口变化图示

卡雷皮于2022年1月1日时的人口数量为258人。